# Wereldbeker schaatsen 2008/2009 - Wereldbeker 5 - 1e 500 meter mannen
De zevende van 13 wedstrijden voor de wereldbeker schaatsen 500 meter werd gehouden op 13 december 2008 in Nagano.

## Uitslag A-divisie
| rang   | schaatser           | tijd   | punten |
| ------ | ------------------- | ------ | ------ |
| Goud   | Keiichiro Nagashima | 34,81  | 100    |
| Zilver | Yu Fengtong         | 34,91  | 80     |
| Brons  | Joji Kato           | 35,066 | 70     |
| 4      | Pekka Koskela       | 35,067 | 60     |
| 5      | Lee Kyou-hyuk       | 35,15  | 50     |
| 6      | Lee Kang-seok       | 35,18  | 45     |
| 7      | Mika Poutala        | 35,43  | 40     |
| 8      | Tadashi Obara       | 35,450 | 36     |
| 9      | Zhang Zhongqi       | 35,453 | 32     |
| 10     | Mo Tae-Bum          | 35,65  | 28     |
| 11     | Jamie Gregg         | 35,71  | 24     |
| 12     | Tucker Fredricks    | 35,72  | 21     |
| 13     | Shani Davis         | 35,73  | 18     |
| 14     | Jan Smeekens        | 35,81  | 16     |
| 15     | Muncef Ouardi       | 35,92  | 14     |
| 16     | Lee Ki-Ho           | 36,37  | 12     |
| 17     | Pasi Koskela        | 36,42  | 10     |
| 18     | Fangyi Liu          | 36,91  | 8      |
| 19     | Yuya Oikawa         | 36,97  | 6      |
| 20     | Dmitri Lobkov       | DQ     | 0      |

## Loting
| rit | binnenbaan       | buitenbaan          |
| --- | ---------------- | ------------------- |
| 1   | Jamie Gregg      | Fangyi Liu          |
| 2   | Pasi Koskela     | Muncef Ouardi       |
| 3   | Lee Ki-Ho        | Tadashi Obara       |
| 4   | Mo Tae-Bum       | Shani Davis         |
| 5   | Tucker Fredricks | Jan Smeekens        |
| 6   | Zhang Zhongqi    | Yuya Oikawa         |
| 7   | Pekka Koskela    | Lee Kang-seok       |
| 8   | Lee Kyou-hyuk    | Joji Kato           |
| 9   | Mika Poutala     | Dmitri Lobkov       |
| 10  | Yu Fengtong      | Keiichiro Nagashima |

## Top 10 B-divisie
| rang | schaatser                | tijd  | punten |
| ---- | ------------------------ | ----- | ------ |
| 1    | Sergey Chadayev          | 36,18 | 25     |
| 2    | Mike Blumel              | 36,19 | 19     |
| 3    | Denny Morrison           | 36,21 | 15     |
| 4    | Kyle Parrott             | 36,22 | 11     |
| 5    | Chris Needham            | 36,23 | 8      |
| 6    | Mun Joon                 | 36,25 | 6      |
| 7    | Yaolin Zhang             | 36,27 | 4      |
| 8    | Nico Ihle                | 36,30 | 2      |
| 9    | François Olivier Roberge | 36,40 | 1      |
| 10   | Brent Aussprung          | 36,41 | 0      |